# 海賊じいちゃんの贈りもの
『海賊じいちゃんの贈りもの』（かいぞくじいちゃんのおくりもの、原題:What We Did on Our Holiday）は2014年に公開されたイギリスのドラマ映画である。監督はアンディ・ハミルトンとガイ・ジェンキン、主演はデヴィッド・テナントが務めた。

## 概略
ダグ・マクラウドは父親（ゴーディ）の誕生日パーティーに出席するため、妻（アビー）と3人の子供（ロティ、ミッキー、ジェス）を連れて故郷のハイランド地方に帰ることにした。ダグの不倫が原因でアビーは既に離婚を決意していたが、ゴーディは末期がんで余命幾ばくもない状態にあり、アビーが同伴しないというわけにもいかなかったのである。
一家はパーティー会場（ダグの兄、ギャヴィンの邸宅）に到着したが、ダグとアビーの間どころか、ダグとギャヴィンの間にも険悪な雰囲気が漂い始めた。見かねたゴーディは孫たちを連れて散歩に出かけることにした。浜辺を歩きながら、ゴーディは「俺の体にはバイキングの血が流れている。俺はもう少しであの世に行くわけだが、その時は遺骨を海に撒いて欲しい。ご先祖様たちはそうやって旅立っていったのだから。俺の死にざまを見れば、ダグとギャヴィンも少しは仲直りできるかもしれん」と3人に語った。その後、ゴーディは3人に見守られながら息を引き取った。
ロティはゴーディの遺体をミッキーとジェスに任せ、その死をダグたちに伝えに戻った。ところが、大人たちはなおも醜悪な口論を繰り広げており、それを見たロティの不信感は頂点に達した。そこで、ロティはミッキーやジェスと共にゴーディの最期の願いを自分たちだけで叶えることにした。しかし、これが思わぬ騒動を引き起こしてしまう。

## キャスト
- ダグ・マクラウド：デヴィッド・テナント
- アビー・マクラウド：ロザムンド・パイク
- ゴーディ・マクラウド：ビリー・コノリー
- アグネス・チザム：セリア・イムリー
- ギャヴィン・マクラウド：ベン・ミラー
- ロティ・マクラウド：エミリア・ジョーンズ
- マーガレット・マクラウド：アメリア・ブルモア
- ドリーン：アネット・クロスビー
- ケネス・マクラウド：ルイス・デイヴィー
- ジミー・カッツァロット：ラルフ・ライアック
- PC・マクルーハン：ベン・プレスリー
- ミッキー・マクラウド：ボビー・スモールブリッジ
- フランソワ・デュプレ：アレクシア・バルリエ
- フレイザー：ライアン・ハンター
- ジェス・マクラウド：ハリエット・ターンブル
- スモーキー：ジェイク・ダーシー

## 製作・マーケティング
2013年5月11日、デヴィッド・テナントとロザムンド・パイクが本作に出演することになったと報じられた。2014年4月23日、アレックス・ヘッフェスが本作で使用される楽曲を手掛けるとの報道があった。6月11日、本作のティーザー・トレイラーが公開された。8月1日、本作のオフィシャル・トレイラーが公開された。

## 評価
本作は批評家から好意的に評価されている。映画批評集積サイトのRotten Tomatoesには52件のレビューがあり、批評家支持率は73%、平均点は10点満点で6.1点となっている。サイト側による批評家の見解の要約は「キャスト陣の演技は上々のもので、軽妙な笑いもある。『海賊じいちゃんの贈りもの』は扱いの難しいダークなテーマを扱っているが、そこに似つかわしくないはずの可笑しみをストーリーにうまく注入することができている」となっている。また、Metacriticには14件のレビューがあり、加重平均値は54/100となっている。